# اتصال‌دهنده سیم روپیچ

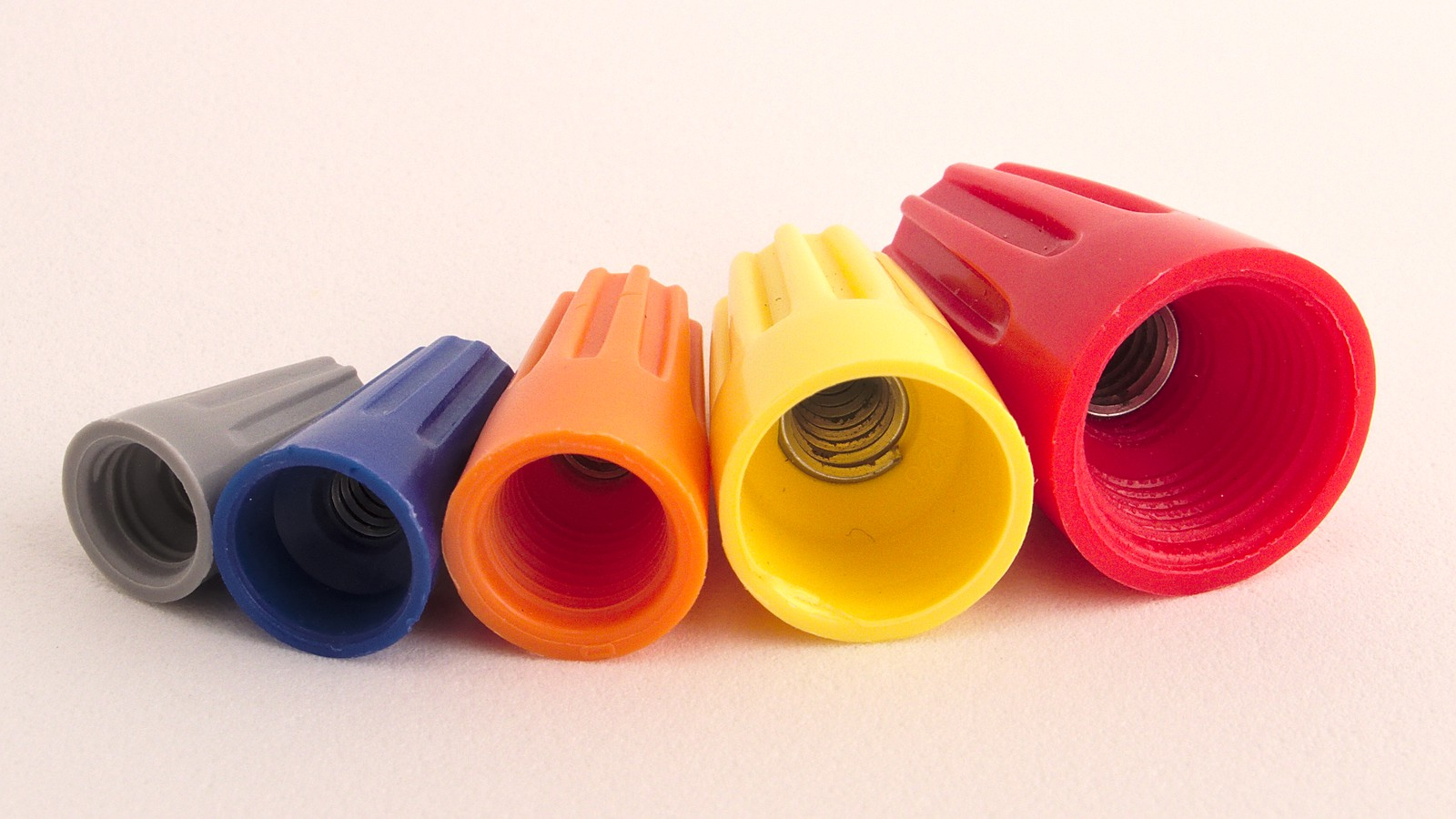
نمای انتهایی که مغزی‌های فلزی را نشان می‌دهد

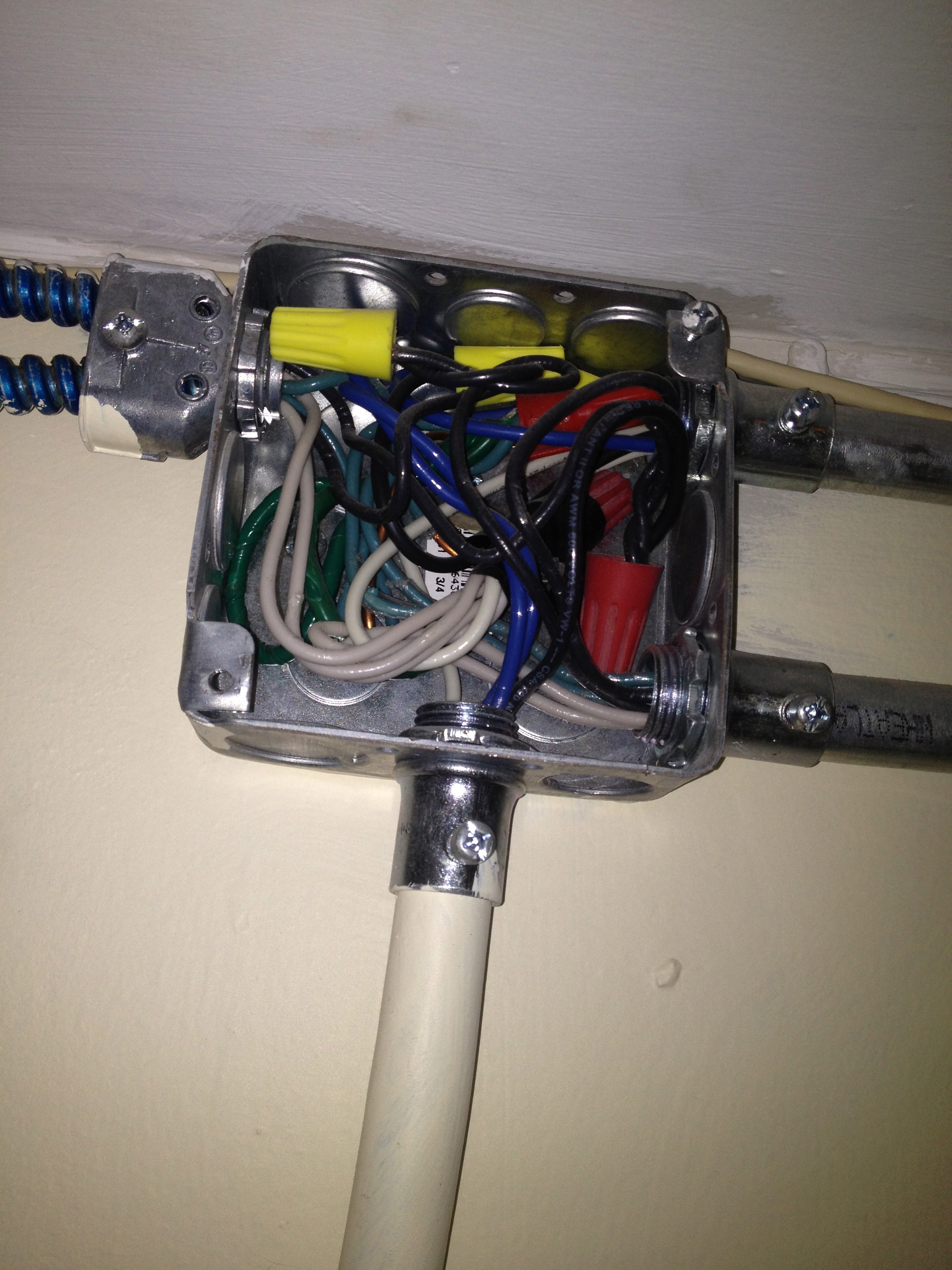
اتصال‌دهنده‌های روپیچ که در جعبه تقسیم استفاده می‌شود

اتصال‌دهنده‌های سیم روپیچ (به انگلیسی: Twist-on wire connectors) نوعی اتصال‌‌دهنده الکتریکی هستند که برای بستن دو یا چند رسانای الکتریکی با ولتاژ-پایین (یا با ولتاژ بسیار-پایین) استفاده می‌شود. آنها به‌طور گسترده در آمریکای شمالی و چندین کشور اروپایی در سیم کشی برق ساختمان‌های مسکونی، تجاری و صنعتی استفاده می‌شوند، اما در برخی از حوزه‌های قضایی دیگر ممنوع شده‌اند.
اتصال‌دهنده‌های روپیچ با نام مهره‌های سیم، اتصال‌دهنده سیم، اتصال‌دهنده‌های مخروطی یا کانکتور انگشتانه نیز شناخته می‌شوند. یکی از نام‌های تجاری این گونه اتصال‌دهنده‌ها، مارت، از نام مخترع آنها گرفته شده‌است (به تاریخچه مراجعه کنید) و در کانادا، این نوع اتصال‌دهنده بدون در نظر گرفتن نام تجاری واقعی محصول، اغلب به عنوان مارت شناخته می‌شود.

## تاریخچه
ویلیام پی مار در اوایل قرن بیستم از اسکاتلند به انتاریو، کانادا مهاجرت کرد. پس از استقرار در منطقه تورنتو، او به عنوان یک پیمانکار برق در شرکت انتاریو هیدرو استخدام شد و خانه‌های دارای چراغ-گاز را به چراغ‌های رشته‌ای الکتریکی تبدیل کرد.
در آن زمان، روش پذیرفته شده برای اتصال‌زدن رساناها فرآیندی به نام «لحیم و نوار» بود. به‌طور معمول، یک مکانیک سیم‌های عایق‌شده را نصب می‌کند. سپس یک برق‌کار رساناهای در معرض دید را تمیز می‌کرد، آنها را به هم پیچانده و آنها را در ظرفی از لحیم مذاب فرو می‌برد. پس از سرد شدن، رساناها با نوار چسب عایق می‌پیچید.
این فرایند زمان‌بر و بالقوه خطرناک بود. مار با ریختن لحیم مذاب روی خودش مجروح شد. مار که در کارگاه خانگی خود کار می‌کرد، به دنبال یک روش اتصال ایمن‌تر و کارآمدتر، اولین اتصال‌دهنده سیم نوع-فشاری را توسعه داد. در سال ۱۹۱۴، او یک نسخه روپیچ تولید کرد، که پیشروی اتصال‌دهنده روپیچ امروزی است که در سراسر آمریکای شمالی استفاده می‌شود.
- «اتصال‌دهنده سیم برق» U.S. Patent ۱٬۵۸۳٬۴۷۹، ثبت شده در ۳ مارس ۱۹۲۳، ثبت اختراع در ۴ مه 1926[۷]
- ترسیم پتنت توسط دبلیوپی مار[۸]
- ثبت اختراع کانادایی CA 275586، صادرشده در ۲۲ نوامبر 1927[۹]
- «اتصال‌دهنده سیم»، ثبت اختراع کانادایی CA 311638 صادرشده در ۲۶ مه 1931.[۱۰]
- «اتصال‌دهنده سیم» U.S. Patent ۱٬۸۹۶٬۳۲۲، ثبت‌شده در ۲۴ نوامبر ۱۹۳۰، ثبت اختراع در ۷ فوریه 1933[۱۱]

## کد رنگ
| Color   | سنجه سیم آمریکایی 22 | سنجه سیم آمریکایی 20 | سنجه سیم آمریکایی 18 | سنجه سیم آمریکایی 16 | سنجه سیم آمریکایی 14 | سنجه سیم آمریکایی 12 | سنجه سیم آمریکایی 10 |
| Color   | (0.326 mm²)          | (0.581 mm²)          | (0.823 mm²)          | (1.31 mm²)           | (2.08 mm²)           | (3.31 mm²)           | (5.26 mm²)           |
| ------- | -------------------- | -------------------- | -------------------- | -------------------- | -------------------- | -------------------- | -------------------- |
| خاکستری | برخی                 |                      |                      | (برخی)               |                      |                      |                      |
| آبی     |                      |                      |                      |                      |                      |                      |                      |
| نارنجی  |                      |                      |                      |                      |                      |                      |                      |
| زرد     |                      |                      | (برخی)               |                      |                      |                      |                      |
| قرمز    |                      |                      |                      |                      |                      |                      |                      |

## یادداشت ها
1. ↑  Minimum: 1× AWG 20 + 1× AWG 22; maximum: 2× AWG 16
2. ↑  Minimum: 3× AWG 22; maximum: 3× AWG 16
3. ↑  Minimum: 3× AWG 20; maximum: 2× AWG 14 + 3× AWG 20
4. ↑  Minimum: 3× AWG 20; maximum: 3× AWG 12
5. ↑  Minimum: 2× AWG 14; maximum: 3× AWG 10